# Plant Robert
Der Plant Robert (auch Plant Robez oder Plant Robaz) ist eine Rotweinsorte, die ausschliesslich im Lavaux in der Schweiz angebaut wird. Es handelt sich dabei vermutlich um einen Gamay-Klon, der wenig ertragreich ist und entsprechend konzentrierte Weine liefert. 2014 waren 7,68 Hektar Rebfläche mit Plant Robert bestückt. Nachdem die Rebsorte Mitte des 20. Jahrhunderts beinahe ausgestorben war, ist ihr Bestand heute gesichert, und ihre Anbaufläche nimmt zu.

## Geschichte
Der Plant Robert wird erstmals Ende des 19. Jahrhunderts schriftlich erwähnt. 1911 wurde er in Les cépages-greffons von Burnat und Anken erstmals ausführlich ampelographisch beschrieben. Danach nahm die Anbaufläche kontinuierlich ab.
Der Plant Robert verdankt sein Überleben den Winzern Pierre Paley aus Epesses und Robert Monnier aus Cully. Diese pfropften Mitte der 1960er Jahre Zweige der letzten bekannten Reben auf ihre Stöcke und schenkten den daraus hergestellten Wein im Restaurant Du Raisin aus. Ab 1978 verkauften sie den Plant Robert auch auf Flaschen gezogen.

## Heutige Situation
Alle heute angebauten Reben stammen von den Pfropfungen von Paley und Monnier ab. Seit 2002 haben sich die Produzenten der Sorte in der Association 3R zusammengeschlossen, deren Name eine Anspielung auf die drei Schreibweisen Robert – Robez – Robaz darstellt und die für ihre Mitglieder gewisse Qualitätskriterien festlegt.
Für das Plant-Robert-Label müssen Anbau, Vinifikation und Abfüllung ausschliesslich im Lavaux stattfinden. Die Reben müssen einen Herkunftsnachweis aufweisen und dürfen nur von anerkannten Lieferanten erworben werden. Der Ertrag darf maximal 1 kg pro Quadratmeter betragen, bei Reben unter fünf Jahren maximal 500 g. Der Plant Robert muss rot vinifiziert werden (kein Roséwein oder Federweisser), mit einem Naturkorken verschlossen sein und darf frühestens im September nach der Ernte in den Handel gebracht werden.

## Verköstigung
Der Plant Robert ist ein dunkelroter, konzentrierter Wein, der idealerweise vor dem Konsum drei bis vier Jahre gelagert werden sollte. Er wird sowohl ohne Holzbehandlung als auch mit verschieden starkem Ausbau in Eichenfässern vinifiziert, was seine Lagerfähigkeit beeinflusst. Ein guter Plant Robert kann problemlos zehn Jahre gelagert werden.
Der kräftige Rotwein eignet sich zur Begleitung von rotem Fleisch und Käse, hat aber auch genug Finesse für leichtere Gerichte. Zu allzu scharf gewürzten Gerichten sollte er allerdings nicht serviert werden, da diese ihn übertönen können.